# Municipio de Forthun
El municipio de Forthun (en inglés: Forthun Township) es un municipio ubicado en el condado de Burke en el estado estadounidense de Dakota del Norte. En el año 2010 tenía una población de 11 habitantes y una densidad poblacional de 0,1 personas por km².

## Geografía
El municipio de Forthun se encuentra ubicado en las coordenadas 48°56′44″N 102°52′11″O / 48.94556, -102.86972. Según la Oficina del Censo de los Estados Unidos, el municipio tiene una superficie total de 112.09 km², de la cual 111,94 km² corresponden a tierra firme y (0,14 %) 0,15 km² es agua.

## Demografía
Según el censo de 2010, había 11 personas residiendo en el municipio de Forthun. La densidad de población era de 0,1 hab./km². De los 11 habitantes, el municipio de Forthun estaba compuesto por el 100 % blancos. Del total de la población el 0 % eran hispanos o latinos de cualquier raza.